# 河野友信
河野 友信（かわの とものぶ、1937年7月14日 - 2005年5月18日）は、日本の医師。
1965年（昭和40年）熊本大学医学部卒業、九州大学医学部心療内科大学院中退、医学博士号を持たない。東京都立駒込病院心身医療科医長、聖路加国際病院勤務、早稲田大学人間科学部客員教授、1996年（平成8年）東洋英和女学院大学人間科学研究科教授に就任する。2005年（平成17年）4月、メンタル大手町クリニックを開設するが直後の同年5月死去した。満67歳没。

## ビブリオグラフィ

### 著書
- 過敏性大腸症候群の診療 中外医学社 1970 (GP選書)
- 小児の心身症 医歯薬出版 1980.7 (小児のメディカル・ケア・シリーズ)
- ガンと闘う家族の本 ガンは告げるべきか 大和書房 1982.9 (健康シリーズ)
- 心身症のはなし 創元社 1982.9 (創元クリニックシリーズ)
- テクノストレスに強くなる 現代ビジネスマン・OLの心身症対策 主婦の友社 1988.7 (主婦の友健康ブックス)
- ストレス病を治す あなたと家族みんなの心と体の悩みに応える 婦人生活社 1988.10 (女性の医学シリーズ)
- だいじょうぶ!?おとうさん 都市型ストレスによる健康障害の予防 ぬ利彦出版 1988.11
- 性の臨床 患者の性的問題の理解とケアのために 医学書院 1989.4
- うつ病は必ず治る こんな「うつ」あんな「うつ」からの解放 名医が書いた病気の本 新星出版社 1991.2
- イライラ・ストレスの予防と治療解消法 胎児にまでも広がった現代病 池田書店 1991.3
- 心身症はこうして治す ストレスとのつき合い方と克服法 同文書院 1992.1 (ウェルネスシリーズ)
- 会社ストレス症候群 ビジネスマンを直撃する あなたは大丈夫かその実態と構造を探る 新星出版社 1992.7
- 名医のわかりやすいストレス・心身症 同文書院 1994.6 (同文名医シリーズ)
- 病院に上手にかかる法 よい患者・わるい患者 講談社 1994.10
- 免疫力が高まる自律訓練法 一日一〇分の実践で、ガン対策効果も実証された心身健康法 ごま書房 1995.4 (ゴマブックス)
- 手術患者と不安 真興交易医書出版部 2000.2
- 専門医がやさしく教える心のストレス病 「うつ」「不安」「疲れ」のつらい症状を治す PHP研究所 2000.8
- 家族が心身症になったとき 良い医師・良い病院を選び、適切な治療を受けるための本 創元社 2000.10
- 自律神経失調症 主婦の友社 2002.3 (よくわかる最新医学)
- 「脱・イライラ」セラピー ささいなことが気にならない魔法の習慣 青春出版社 2003.12
- 新・心療内科 身体のストレス病を治すために、知っておくべきこと PHP研究所 2006.10

### 共編著
- 生と死の医療 河野博臣共編 朝倉書店 1985.5
- ストレスの科学と健康 田中正敏共編 朝倉書店 1986.4
- うつ病の科学と健康 筒井末春共編 朝倉書店 1987.3
- 産業ストレスの臨床 朝倉書店 1987.7
- 不安の科学と健康 風祭元共編 朝倉書店 1987.10
- 神経性食思不振症 玉井一共著 医歯薬出版 1989.4 (小児のメディカル・ケア・シリーズ)
- ストレス診療ハンドブック 吾郷晋浩共編 メディカル・サイエンス・インターナショナル 1990.1
- 医療学 人間中心の医療をめざして 朝倉書店 1990.1
- 女性の自律神経失調症 はつらつとした心とからだをつくる 木村和正共著 新星出版社 1990.4
- 医学と医療の行動科学 朝倉書店 1991.10
- ターミナル・ケアのための心身医学 朝倉書店 1991.6
- プライマリ・ケアのための心身医学 朝倉書店 1991.6
- ターミナル・ケア 荒井蝶子共編 出版研 1992.5
- 心と脳とからだ 新しい人間理解へ 朝倉書店 1992.5
- 入院患者の心理 講談社 1993.4 (医療の人間学)
- がんの痛み 治療と抑え方がわかる本 河野通文共著 法研 1994.10
- 一般医のための心身医学療法 中村延江共編 医学書院 1998.9
- ストレス研究の基礎と臨床 石川俊男共編 至文堂 1999.4 (現代のエスプリ別冊)
- ストレスの臨床 山岡昌之共編 至文堂 1999.5 (現代のエスプリ別冊)
- 現代的ストレスの課題と対応 久保木富房共編 至文堂 1999.6 (現代のエスプリ別冊)
- ストレス研究と臨床の軌跡と展望 久保千春共編 至文堂 1999.7 (現代のエスプリ別冊)
- 臨床死生学事典 平山正実共編 日本評論社 2000.3
- よく聴きよくみる癒しの法則 はじめての看護カウンセリング 青沼忠子,金子美恵共編 三輪書店 2000.6
- 思春期心身症の臨床 医薬ジャーナル社 2000.9
- 中途視覚障害者のストレスと心理臨床 若倉雅登共編 銀海舎 2003.10
- ストレスの事典 石川俊男共編 朝倉書店 2005.10
- 臨床心身医学入門テキスト 吾郷晋浩,末松弘行共編 三輪書店 2005.11